# Себеж
Себеж (на руски: Себеж; на полски: Siebież) е град в Русия, административен център на Себежки район, Псковска област. Той се намира на 20 км от границите на Беларус и Латвия. Населението на града към 1 януари 2018 година е 5401 души.
Населението на града към 2021 е 5197

За Русия този град е в много отношения уникален. Това е напълно необичайно и изключително живописно място сред хълмове и езера, тесни криви улички, хълм приличащ на замък, барокова църква от 17 век. Факт е, че този град става част от Русия едва през 1772 г. Тогава това 67% от населението са били евреи. Градът е принадлежал към провинция Витебск. Изглежда, че от всички градове на Русия (включително Виборг и Сортавала), по отношение на своите пейзажи и архитектура, Себеж е най-неруският.
- Днешно време
- Църквата „Света Троица“
- Себежският краеведски музей
- Камбанария на катедралата „Рождество Христово“
- Севежската автогара
- Дървен параклис
- Немско военно гробище в Себеж

- Историческа гледки
- ж.п. Станция „Себеж“
- Магазин и гостилница „Кушлиса“
- Булевард
- Изглед на улицу „Петър Велики“ (днес улица „Пролетарска“) с 
от катедралната камбанария
- Катедралата „Рождество Христово“ до събарянето ѝ (1917 г.)
- Бившата църква „Света Троица“ в Себеж (пощенска картичка от началото на XX век)